# Tetragnatha stellarum
Tetragnatha stellarum är en spindelart som beskrevs av Pater Chrysanthus 1975. Tetragnatha stellarum ingår i släktet sträckkäkspindlar, och familjen käkspindlar. Inga underarter finns listade i Catalogue of Life.